# Mylopharyngodon
Mylopharyngodon is een monotypisch geslacht van straalvinnige vissen uit de familie van karpers (Cyprinidae).

## Soort
- Mylopharyngodon piceus (Richardson, 1846)